# Liste der Bodendenkmäler in Engelsberg
Auf dieser Seite sind die Bodendenkmäler in der oberbayerischen Gemeinde Engelsberg zusammengestellt. Diese Tabelle ist eine Teilliste der Liste der Bodendenkmäler in Bayern. Grundlage ist die Bayerische Denkmalliste, die auf Basis des Bayerischen Denkmalschutzgesetzes vom 1. Oktober 1973 erstmals erstellt wurde und seither durch das Bayerische Landesamt für Denkmalpflege geführt wird. Die folgenden Angaben ersetzen nicht die rechtsverbindliche Auskunft der Denkmalschutzbehörde.

## Bodendenkmäler in Engelsberg
| Lage                         | Objekt | Akten-Nr.     | Bild           |
| ---------------------------- | --- | ------------- | -------------- |
| (Standort)                   | Burgstallrest des hohen und späten Mittelalters (Tunzenstein).                                                                                                   | D-1-7841-0154 |                |
| (Standort)                   | Verebnete Grabhügel vorgeschichtlicher Zeitstellung. | D-1-7841-0157 |                |
| (Standort)                   | Untertägige mittelalterliche und frühneuzeitliche Befunde im Bereich der katholischen Filialkirche St. Johannes Baptist in Maisenberg und ihrer Vorgängerbauten. | D-1-7841-0186 |                |
| Raiffeisenplatz 2 (Standort) | Untertägige mittelalterliche und frühneuzeitliche Befunde im Bereich der katholischen Pfarrkirche St. Andreas in Engelsberg und ihrer Vorgängerbauten.           | D-1-7841-0188 | weitere Bilder |
| (Standort)                   | Untertägige mittelalterliche und frühneuzeitliche Befunde im Bereich der katholischen Filialkirche St. Magdalena in Bennoberg und ihres Vorgängerbaus.           | D-1-7841-0190 |                |
| (Standort)                   | Abgegangene Kirche des späten Mittelalters oder der frühen Neuzeit (St. Colomann bei Höbering).                                                                  | D-1-7941-0308 |                |